# Segunda Federación
Segunda Federación (dříve zvaná: Segunda RFEF) je čtvrtou nejvyšší soutěží v systému fotbalových soutěží ve Španělsku. Účastní se jí 90 týmů, které jsou rozděleny do 5 skupin po 18 týmech.

## Týmy
Týmy aktuální k sezóně 2024/2025
| Skupina I | Skupina II | Skupina III | Skupina IV | Skupina V |
| --- | --- | --- | --- | --- |
| - Ávila - Avilés - Bergantiños - Compostela - Coruxo - Deportivo Fabril - Escobedo - Gimnástica Torrelavega - Guijuelo - Langreo - Laredo - Llanera - Marino Luanco - Numancia - Pontevedra - Rayo Cantabria - Salamanca - Valladolid Promesas | - Alavés B - Alfaro - Anguiano - Arenas - Barbastro - Calahorra - Deportivo Aragón - Ejea - Gernika - Izarra - SD Logroñés - UD Logroñés - Real Sociedad „C“ - Subiza - Teruel - Tudelano - Utebo - Vitoria | - Alzira - Andratx - Atlético Baleares - Badalona Futur - Cornellà - Elche Ilicitano - Espanyol B - Europa - Ibiza Islas Pitiusas - Lleida - Mallorca B - Olot - Peña Deportiva - Sabadell - Sant Andreu - Terrassa - Torrent - Valencia Mestalla | - Águilas - Almería B - Atlético Antoniano - Cádiz Mirandilla - Don Benito - Estepona - Juventud Torremolinos - La Unión Atlético - Linares - Linense - Minera - Orihuela - Recreativo Granada - San Fernando - UCAM Murcia - Villanovense - Xerez - Xerez Deportivo | - Atlético Paso - Cacereño - Conquense - Coria - Getafe B - Guadalajara - Illescas - Melilla - Moscardó - Móstoles URJC - Navalcarnero - Rayo Majadahonda - Real Madrid „C“ - SS Reyes - Talavera - Tenerife B - Unión Adarve - Unión Sur Yaiza |